# エンフィールドのポルターガイスト

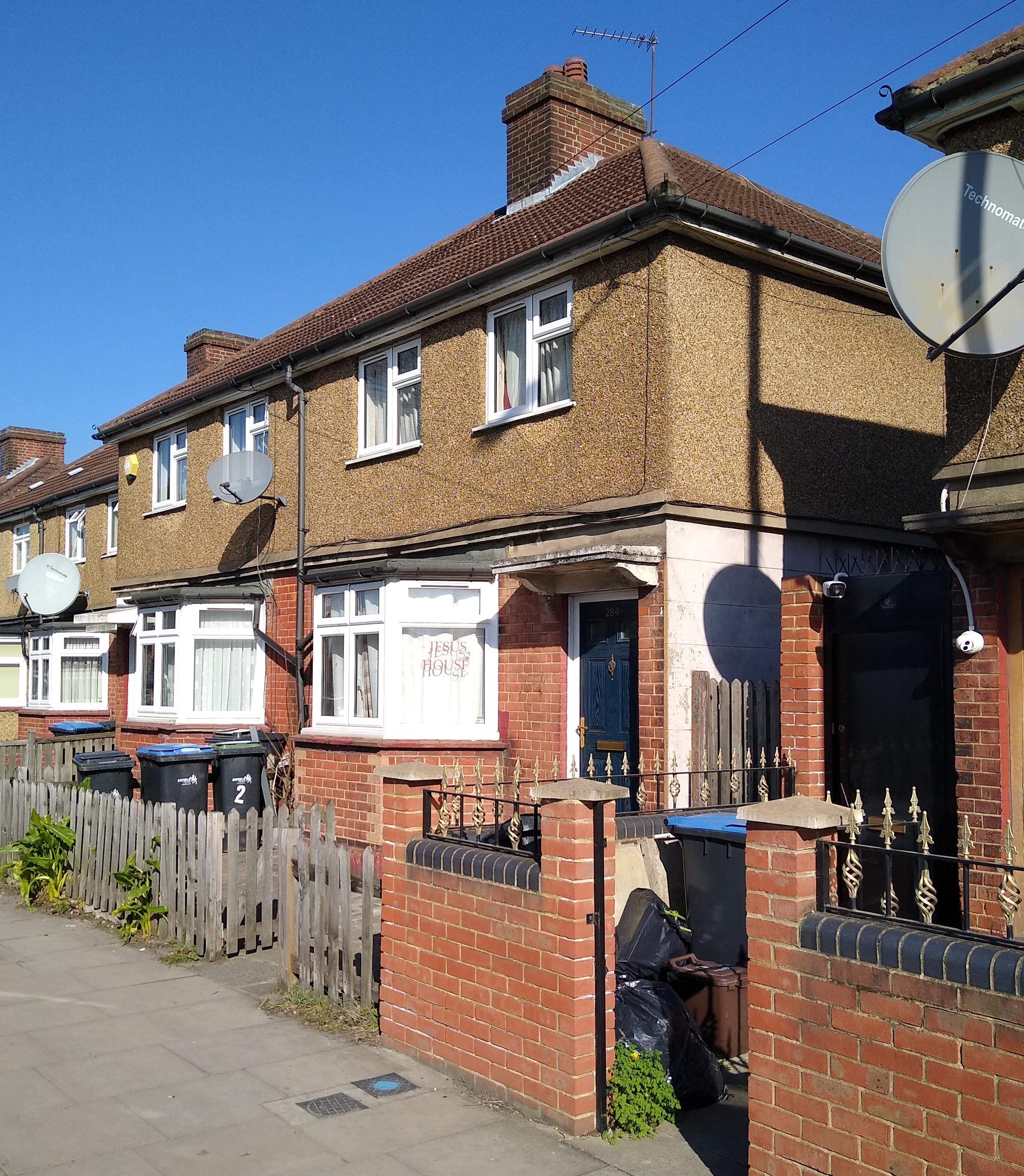
ポルターガイストの発生現場（エンフィールドグリーンストリート284番地）

エンフィールドのポルターガイスト（Enfield poltergeist）とは、1977年8月からイギリス、ミドルセックス州のエンフィールドで起きたポルターガイスト現象。

## 概説
この事件のポルターガイストは、非常に多様な騒ぎを引き起こした。たとえば壁や床をたたく音がする、家具が動く、変なボヤが起きる、物が他の物を通り抜ける、得体の知れない声が聞こえる、人間が宙に持ち上げられる、などである。
時期は1977年8月からの2年2か月（1979年9月まで）としている文献もあるが、さらに、1980年に再発したとしている資料もある。史上最長のポルターガイストとも見なされてもいる。
この件は、始めから終わりまで記録が残っており、ポルターガイスト事件としては最も詳しく調査された事例であろうとされている。調査に関与した人々の中でも主たる人物は、モリス・グロス（en:Maurice Grosse）とガイ・ライアン・プレイフェアの2名であり、いずれも英国心霊調査協会（SPR）のメンバーである。
調査員による数か月の調査中に発生した怪現象の記録だけで1500を超えており、発生総数となると不明。このポルターガイストの活動は、多くの者によって目撃され証言されており、家族以外にも、調査員、警察、報道関係者が含まれる。そして、録音テープや写真やフィルム（動画）で記録されている。調査員のモリス・グロスが述べたように、でっちあげなどありえないほどの、この量の多さこそが、この事例に最も説得力を与えている。

## 経緯

### はじまり
エンフィールドの郊外にある二軒でひと棟になっているタイプの町営住宅に、母親と4人の子供が住んでいた。
それは1977年8月31日から始まった。最初に起きたのは、誰もいない部屋から家具が動かされる音が聞こえたのにもかかわらず家具が少しも動いていない、という出来事だった。
次に正体不明のノック音が聞こえるようになった。やがて、一家の母親の目の前で、とても重い整理だんすが床の上を滑るようになった。同じ時期に警察官のキャロリン・ヒープスは、椅子がひとりでに台所のドアに向かって3〜4フィート動くのを目撃した。

### 諸現象と調査
それから間もなく、ビー玉やレゴの積木などが家の中を飛び回るようになった。ベッドからシーツがはがされたり、枕が部屋の中を飛び回るようになり、ポルターガイストの標的になっていると考えられていた少女ジャネット・ハーパーが空中に浮揚しているところも写真にとられた。
白髪の老女、幼い子供などの姿の幽霊も目撃された。
ポルターガイストの引き起こす騒ぎはとどまるところを知らず、ドアや引き出しが開いたり閉まったり、トイレの水が勝手に流され、硬貨などの幻影が空中に浮かびあがったり、壁にかかっているチャイムが揺れる、本が本棚から飛んだり、調査者の頭上にハンカチが落ちてきたり、調査機材のフラッシュやテープレコーダーが理由もなく止まる、セメントで固定されたパイプが壁からはがされる、などのことが起きた。また、物体らしきものが壁をすり抜けて移動した。ジャネットはベッドの寝具を通り抜けて空中に浮揚した、就寝中や起きている時に、階段をひきずりおろされた。家具などが、まるで何かの形をあらわすかのように積み上げられた。自然発火も起き、壁の上に文字がひとりでに浮かび上がり、電子合成のような声が録音された。
モリス・グロスは非常に綿密に調査を行い、しかも多数の専門家も招いて多様な出来事を様々な角度から考察した。
モリス・グロスとガイ・ライアン・プレーフェアの調査報告は、世間で激しい論争を巻き起こした。一部の論者は「すべて子供、特に女の子2人の悪ふざけにきまっている」とまくしたてた。某新聞社などは、この説のとおりなのだろうとの前提で、近所の人にかなりの額の「お礼」を餌としてちらつかせ、2度にわたって少女から何かを”白状”させようとしたが、少女らの口からそのような話は出てこなかった。
非常に議論を呼んだのはジャネットから聞こえてきた男の太い声で、だれかに乗り移られた（憑依された）らしい声である。その「声」はいくつかの名を名乗り、数時間にもわたり、みだらなおしゃべりをしたり、超常的な知識を語ったりした。意識がある状態のジャネットはまったく心当たりが無いと言ったし、この年齢の子供がしゃべる内容にしては不自然だった。声紋分析をしてみたところ、その声は一応ジャネットの仮声帯から出ていたことは判明したものの、そういった発声は通常ならば相当の努力を必要とするものである。そこでモーリス・グロスは1千ポンドを礼金として「最高3時間の会話を同様の声で持続できる11歳の少女」を募集してみたが、応募者は皆無に終わった。
調査員2名は2名とも数々の異常現象を目撃しており、そこには大きな家具がひっくり返るなどの現象も含まれる。調査をしたモリス・グロスに対しても攻撃が行われ、クッションがいっぱいに入ったダンボール箱が暖炉のそばの床から飛び上がり、ベッドを飛び越えて、8フィートほど移動して、モリス・グロスの額にまともにぶつかった。
グロスとプレーフェアらは、現象の現場に出くわした30人から書面で証言を得たり、録音テープで証拠を残した。調査対象は、近所の住民、ソーシャル・ワーカー、警官、新聞記者、写真家にもおよぶ。また飛んだり動かされたりした物体も証拠として一部収集した。そこには動かされたガスストーブも含まれる。
ただし、やはりSPRのメンバーのアニータ・グレゴリーとジョン・ベロフが数日間調査した時には、いくらか疑問が浮上した。子供たちがポルターガイスト現象のフリをしている場合がいくつかあることに気づいたのである。たしかにジャネットは多数ある諸現象のうちのいくつかは彼らがやってみせた、と語った。だが、1980年6月12日のITV Newsで彼女は「たしかに1度か2度はポルターガイスト現象のフリをしてみせたわ、だってグロスさんやプレイフェアさんが果たしてインチキを見抜けるのか知りたかったから。でも彼らはいつでもちゃんとそれを見抜いたわ」と証言した。
ジャネットは、ロンドン大学バークベック校 物理学部のJ・Bヘイステッド教授とデヴィッド・ロバートソン助手による実験にも応じた。金属帯をひきちぎる彼女の能力が記録されたり、特殊体重計でモニター中に彼女の体重が増加する現象も判明した。
この事件では、グレアム・モリスというプロ写真家が、モーター駆動式の遠隔制御カメラを用いて、興味深い映像を撮影することにも成功した。たとえば次のようなシーンである。
「カーテンがぐるぐる巻きになり、明らかに人間がいないのにベッドカバーが動いている」。
また撮影中にモリスは顔面に積木の直撃をくらったことがあるが、その積み木の”投げ手”は映像にはまったく写っていなかった。

### 現象の終焉
このポルターガイストは他の多くのポルターガイスト同様に、あっさりと消えた。

## モリス・グロスの娘の逸話
モリス・グロスがこの事件の調査に関わることになったのは、単なる偶然ではなく、深い意味があったとも考えられている。
モリス・グロスは発明家で、機械や電気装置に関する立派な特許を多数持っている人物だった。1976年8月5日の午後、モリス・グロスの娘が交通事故で亡くなってしまった。彼は、ふと、もしかすると彼の娘の魂はまだ存在しているのかも知れないと考え、もしそうだとしたら、娘は葬式の日になにか合図を送ってくるのではないか、と思い、ちょうど何週間も雨が降っていなかったので、雨こそあの子の合図にふさわしいとひとりひそかに思った。翌朝、モリスが浴室から外を眺めると娘の部屋から突き出た屋根だけがびっしょりと濡れていた。おまけに、そこ以外は雨どころか、湿気すらなかった。他にも、娘が父モリスに接触しようとしていることを示すのではないかと思われる不思議な偶然の一致が10ほどもあった。そこでモリスは心霊研究に興味を持つようになり、娘の死にまつわる不思議な一致に関する報告書を心霊研究協会に送った。また、モリスの要望に応えて同協会はこの事件の調査を彼にまかせたのではあるが、なぜか、モリスがポルターガイスト事件を調べてみたいとほのめかしたちょうどその時に、心霊研究協会にこの事例が持ち込まれていた。偶然とは考えにくいことが重なりすぎているため、モリスはこのポルターガイスト事件に娘の霊が関わっているのではないか、とも考えていた。
調査終了が近づいた時期のこと、透視者（霊視者）のドノ・グメリク=マイリンクを招待してこの事件についての見解を尋ねたところ、ドノはサイコメトリーなどを試み、この事件にモリスの娘の霊が関わっていると告げた。

## 放送
- 2007年3月、イギリスのチャンネル4がエンフィールドのポルターガイストに関するドキュメンタリー番組を放送した。 タイトルは"Interview with a Poltergeist"[6]。

## 映画化
2016年には、この出来事を基にした映画『死霊館 エンフィールド事件』が制作された。

## 文献
- Playfair, G.L. (1980). This House is Haunted: The True Story of a Poltergeist. Stein & Day. ISBN 978-0-7509-4836-4　（タイトルの意味：『この家は幽霊屋敷だ』調査員ガイ・ライアン・プレーフェアによる本。初版は1977年。この事件に関して理解したい人にとっての必読書だとされる。またポルターガイスト一般の必読書でもある[1]。）
- Playfair, G.L. & Grosse, M. (1988).  "Enfield revisited:  The evaporation of positive evidence".  Journal of the Society for Psychical Research, 55: 208-219.